# Федір Пирський
Федір Пирський (*д/н —1 вересня 1633) — український політичний та військовий діяч, гетьман реєстрового козацтва у 1625 році. У польських середньовічних джерелах зветься також Войцехом

## Життєпис

### Московський похід
Походив з козацької старшини. Про батьків, дату і місце народження немає відомостей. Ймовірно відзначився у походах гетьмана Петра Конашевича-Сагайдачного напочатку 1600-х років. на 1617 рік був вже полковником. Брав участь у московському поході Сагайдачного 1618 року. Відзначився у боях з московськими військами біля Коломни. 3 жовтня полк Пирського атакував саме місто і козаки навіть увірвались на територію посаду. після цього звитяжно бився у битві при Донському монастирі.
Після цього брав участь в облозі Москви. У жовтні разом з полковниками Богданом Коншею, Милосним, Ємцем очолив загін козаків, що рушив на Калугу. 3 листопада ці війська атакували Серпухов. Протягом декількох годин козаки взяли міський посад, проте не стали штурмувати кам'яний міський кремль, що був розташований у важкодоступному місці, оскільки шансів на його швидке здобуття було небагато. Далі ці полки рушили на з'єднання із полком Петра Сагайдачного під Калугу і в ніч з 3 на 4 грудня 1618 року об'єднане військо розпочало штурм міста. Пирський відзначився й при захоплені цього міста.
Після укладання Деулініського перемир'я козацька армія різними шляхами рушили на батьківщину: одну частину очолив Сагайдачний, іншу — Пирський. Останній рушив правим берегом Оки у напрямку: Одоєв, Курськ, а далі на Київ.

### Діяльність в Україні
У Києві Пирський брав участь у всіх політичних подіях того часу, зокрема у відновлені митрополії, входить до своєрідного «штабу» Сагайдачного. У 1621 році він учасник Хотинської битви. В цей же час отримує почесне звання товариша (тобто друга) війська Запорізького. У 1622 році на чолі козацького полку діяв в районі Торських озер (сучасна північна Донеччина) проти московських загонів.
У 1623 році перебирається до Лубен, де купує маєтності. Водночас не полишає політичних справ: разом з Михайлом Дорошенком очолює пропольську (або помірковану) партію, домагаючись налагодження співправці з королем та сеймом Речі Посполитої. Для цього доклав зусилля, щоб припинити походи козаків проти Османської імперії та Кримського ханства.
У січні 1625 року обирається гетьманом реєстрового козацтва. Втім, небажання королівської влади йти на поступки козакам у питаннях привілеїв та православної віри, призвело до загального невдоволення реєстрових та запорізьких козаків. Внаслідок цього підіймає повстання Марко Жмайло, що рушив з Січі до Черкас. Водночас у вересні козацька рада обирає Жмайла гетьманом. Пирський погоджується з цим. Він разом з братом полковником Матвієм Пирським з загонами реєстрових козаків рушив на зустріч Жмайлу, яка відбулася 23 або 24 жовтня у гирлі рички Цибульник. Згодом брав участь у боях біля Куруківського озера та виробленні та прийнятті Куруківських ухвал.

### Останні роки
У 1628 році очолюв товариство громади (тобто військовий гарнізон) м. Лубни. У 1632—1633 роках брав участь у Смоленській війні, займаючи разом зі іншими загонами обороною кордонів від московських військ. 1632 року спробував захопити Курськ, але невдало.
У серпні 1633 року козаки і поляки відбивали напад царського війська на Миргород, де зуміли переломити несприятливий перебіг бою й не дати ворогові повністю оволодіти містом. Утім московити оволоділи основним острогом, спалили фортечні стіни, вежі, передмістя та довколишні села. На допомогу оборонцям з Лубен вирушили козаки, одним з очільників яких був Федір Пирський. 1 вересня відбувся вирішальний бій за 10 км від Миргорода, козаки зазнали поразки, а Пирський загинув.

## Родина
- Андрій, лубенський полковник у 1662—1663 роках